# Schloss Engelhof

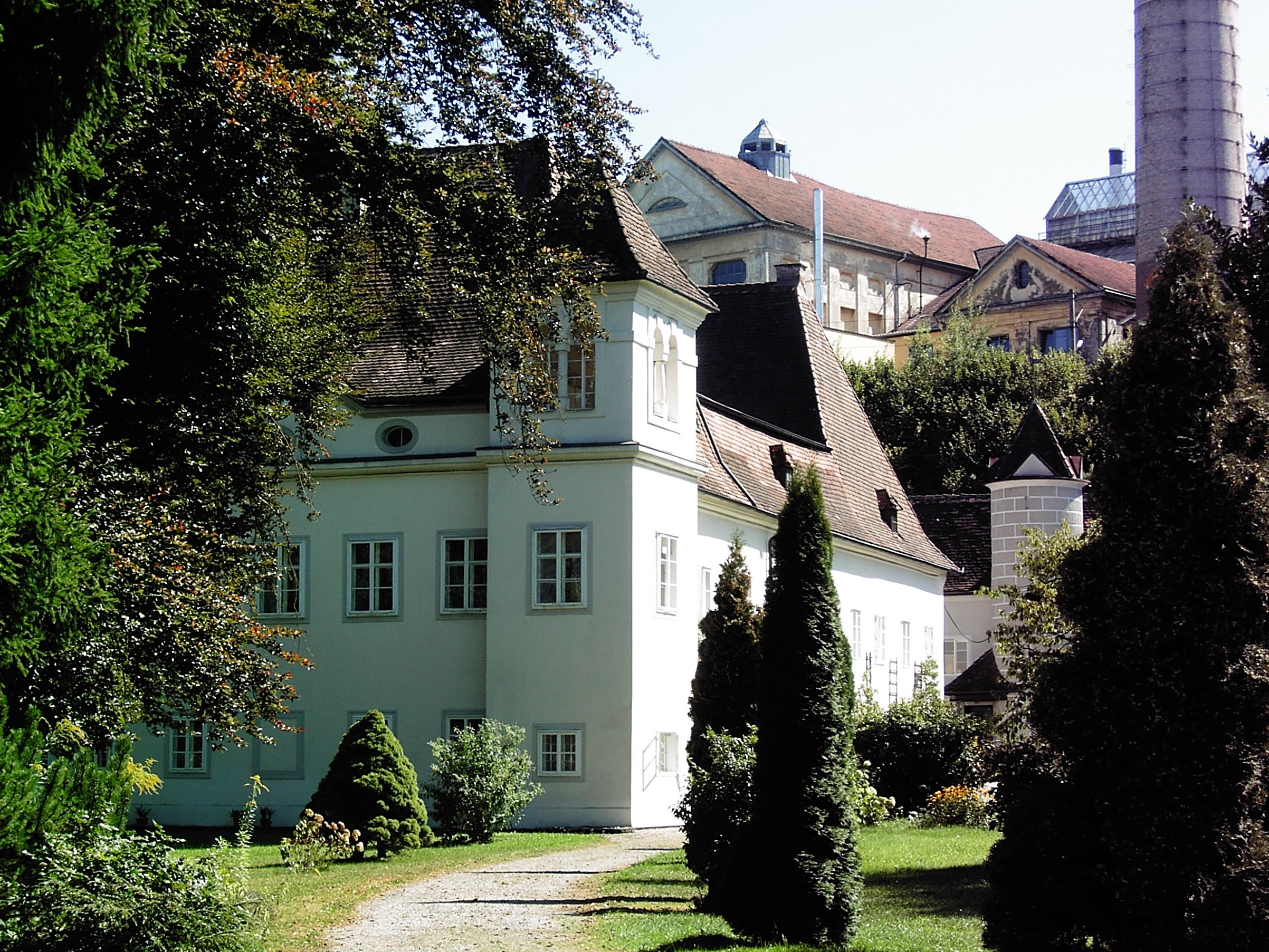
Schloss Engelhof in Steyr

Das Schloss Engelhof (auch Nunzinger-Schlössl genannt) liegt im Stadtteil Ennsdorf in der Statutarstadt Steyr (Haratzmüllerstraße 66–68).

## Geschichte
Urkundlich wird der Bau im 13. Jahrhundert als Hof an der Ennsleiten oder als Gut am Graben erwähnt. Zu Beginn des 16. Jahrhunderts war er im Besitz der Engel von Wagrain. Vermutlich leitet sich von dieser Familie die Benennung Engelhof ab. Ab 1543 sind die Besitzer fast lückenlos bekannt. Von 1543 bis 1561 besaß die Ratsherrenfamilie Zuvernumb das Schloss, bis 1604 deren Nachfahren des Geschlechts der Strasser Edlen von und zu Gleyss. Die heutige Form des Schlosses ist auf die Arbeiten aus der damaligen Zeit zurückzuführen. Der Engelhof wurde 1625 zum Adelssitz erhoben.
Im 17. Jahrhundert zählen zu den Eigentümern Georg Henkel von Donnersmark (1604–1622), dann folgten: der Eisenobmann und oberster Kammergraf der ungarischen Bergstädte Johann von Wendenstein (Kerzenmandl) zu Prandtenberg (1622–1629), Ignaz Marienbaum von Homberg (1629–1659), Paul Panz (1659), Petrus von Aichen (1659), Eisenobmann Gottlieb Schröffl von Mannsberg (1659–1676), Gräfin Anna Maria Lamberg (1676–1682) und die Stadtgemeinde Steyr (1682). Von 1682 bis 1773 gehörte das Schloss den Jesuiten. Nach Aufhebung des Ordens kam der Engelhof wieder an die Stadt Steyr. Diese verkaufte das Gebäude 1778 an Josef und Rosa Rienzhofer, 1790 folgten Josef und Anna Rienzhofer. 1837 erwarb es Johann Nutzinger von der Witwe des Rienzhofer. Es folgten Franziska Schallmann (1849–1859) und Johanna Nutzinger (1859–1880). Dann kam der Engelhof an Franziska Haas (1880–1887). 1887 erwarb der Holzhändler Carl Reder das Gut, ihm folgte 1925 Josef Reder. Auch heute noch ist das Schloss im Besitz der Familie Reder-Hrad.

## Schloss Engelhof heute

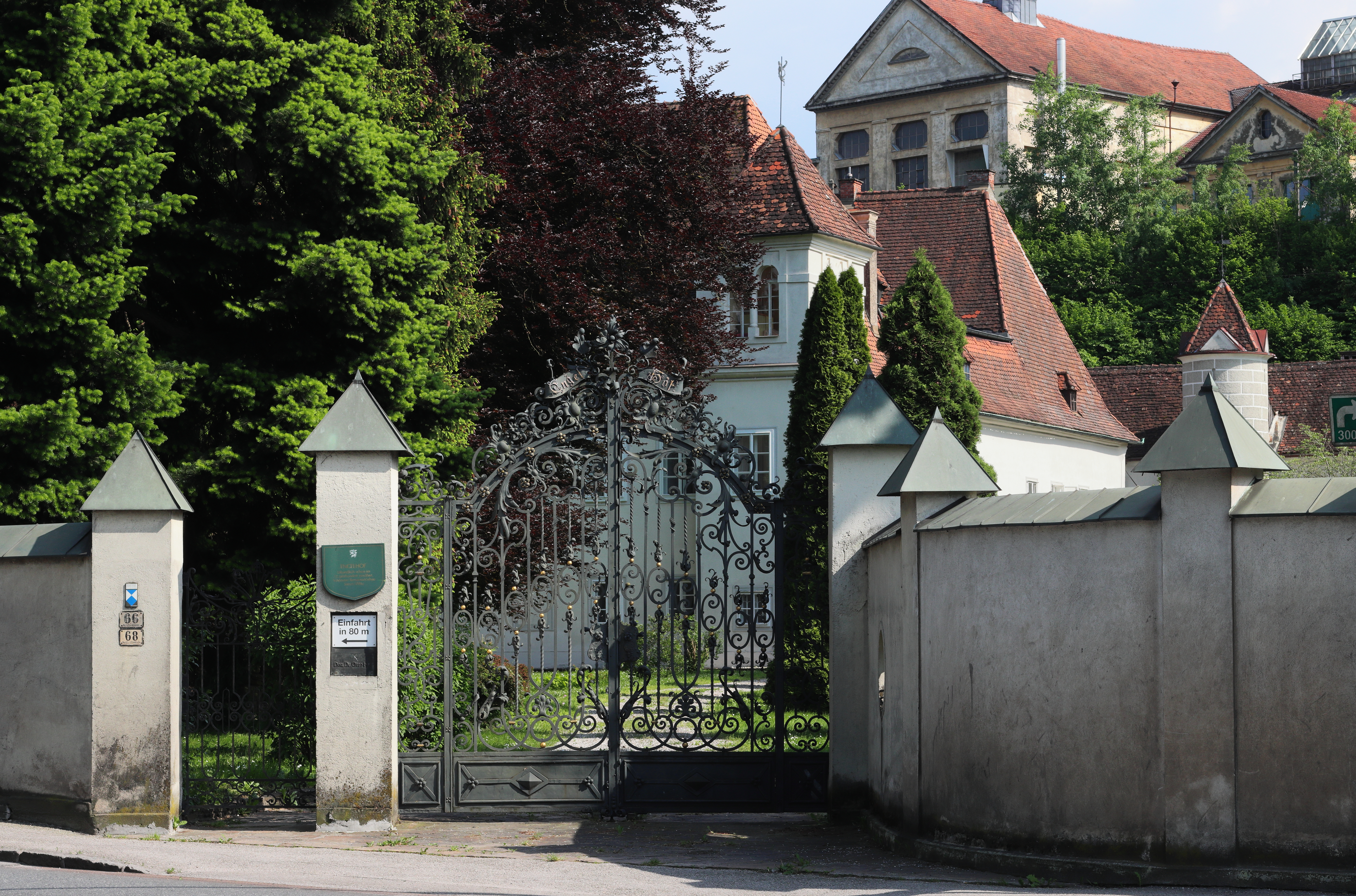
Ein Stück der Umfassungsmauer zur Haratzmüllerstraße und das schmiedeeiserne Tor

Das Schloss liegt in einem Landschaftspark, es ist ein beachtenswerter Renaissancebau. Die zwei Schlossflügel rahmen einen zweigeschoßigen, heute überdachten Arkadenhof ein. An den Ecken springen quadratische Türme aus der Mauer, an den beiden anderen finden sich Ansätze zu kleinen Türmchen. 1887 wird das Schloss neubarock umgestaltet. Die beiden Hauptbaukörper besitzen steile Walmdächer im Süden (drei Fensterachsen) und im Norden (fünf Achsen), sie sind durch zwei schmälere Flügel (sechs bzw. acht Fensterachsen) verbunden.
Das Nebengebäude mit einem runden Turm ist der älteste Teil des Ensembles. Im 1. Stock finden sich hier spätgotische Netzrippengewölbe. Ein Türstock weist die Jahreszahl 1586 auf, der Schlussstein die Zahl 1587. Im Erdgeschoß befindet sich ein unregelmäßig gewölbter Raum, der eventuell früher als Kapelle verwendet wurde.
Das Schloss wird von einem Park mit Umfassungsmauer umgeben; das schmiedeeiserne Zugangstor wurde 1887/88 von Carl Hayböck in neobarocken Formen entworfen. Bei einem Bombenangriff 1944 wurde dieses Tor zerstört und 1959 mithilfe einer Fotografie rekonstruiert. Es besteht zu einem Drittel aus erhalten gebliebenen Originalteilen.

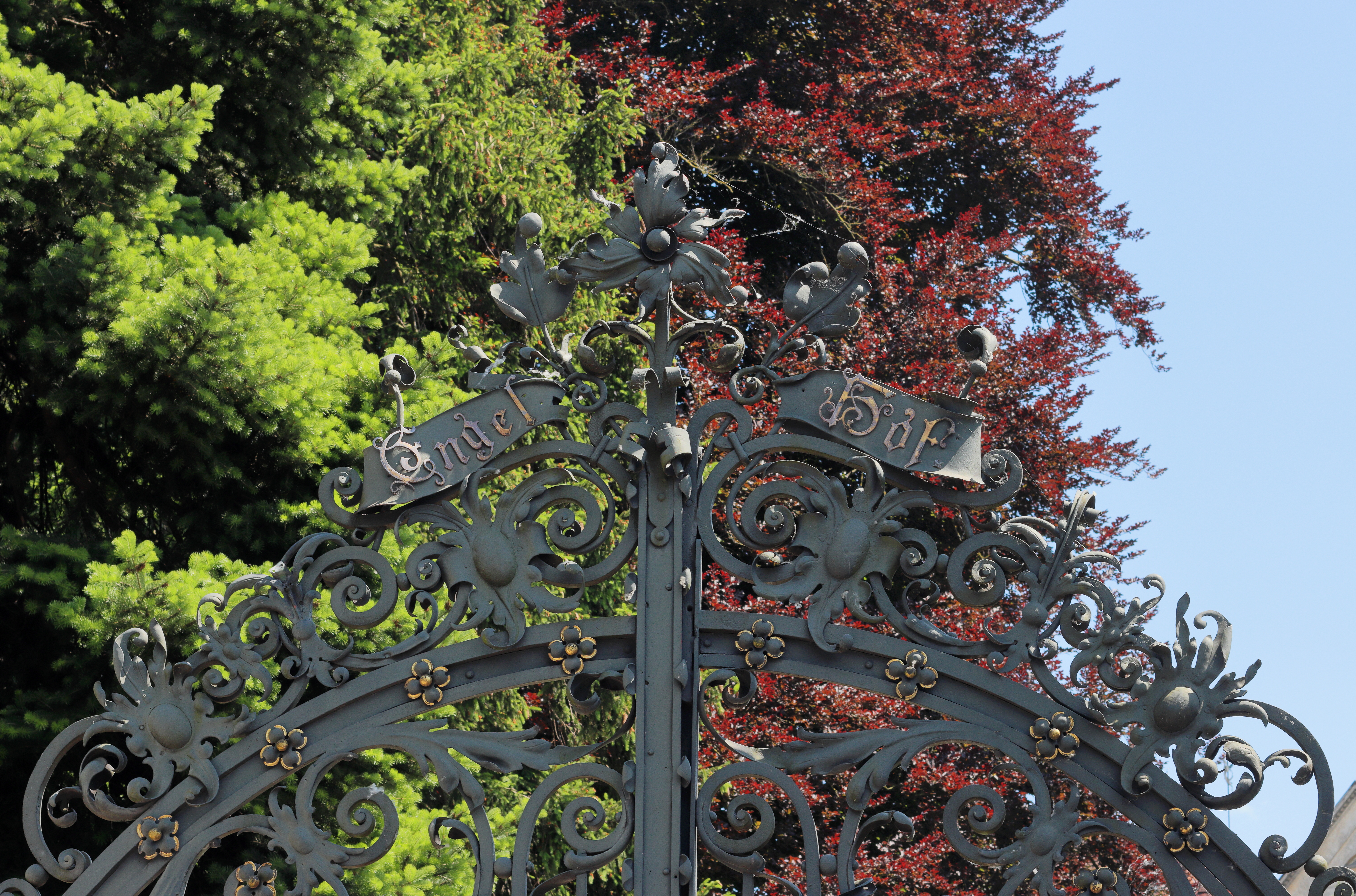
Bekrönung des Gartentores
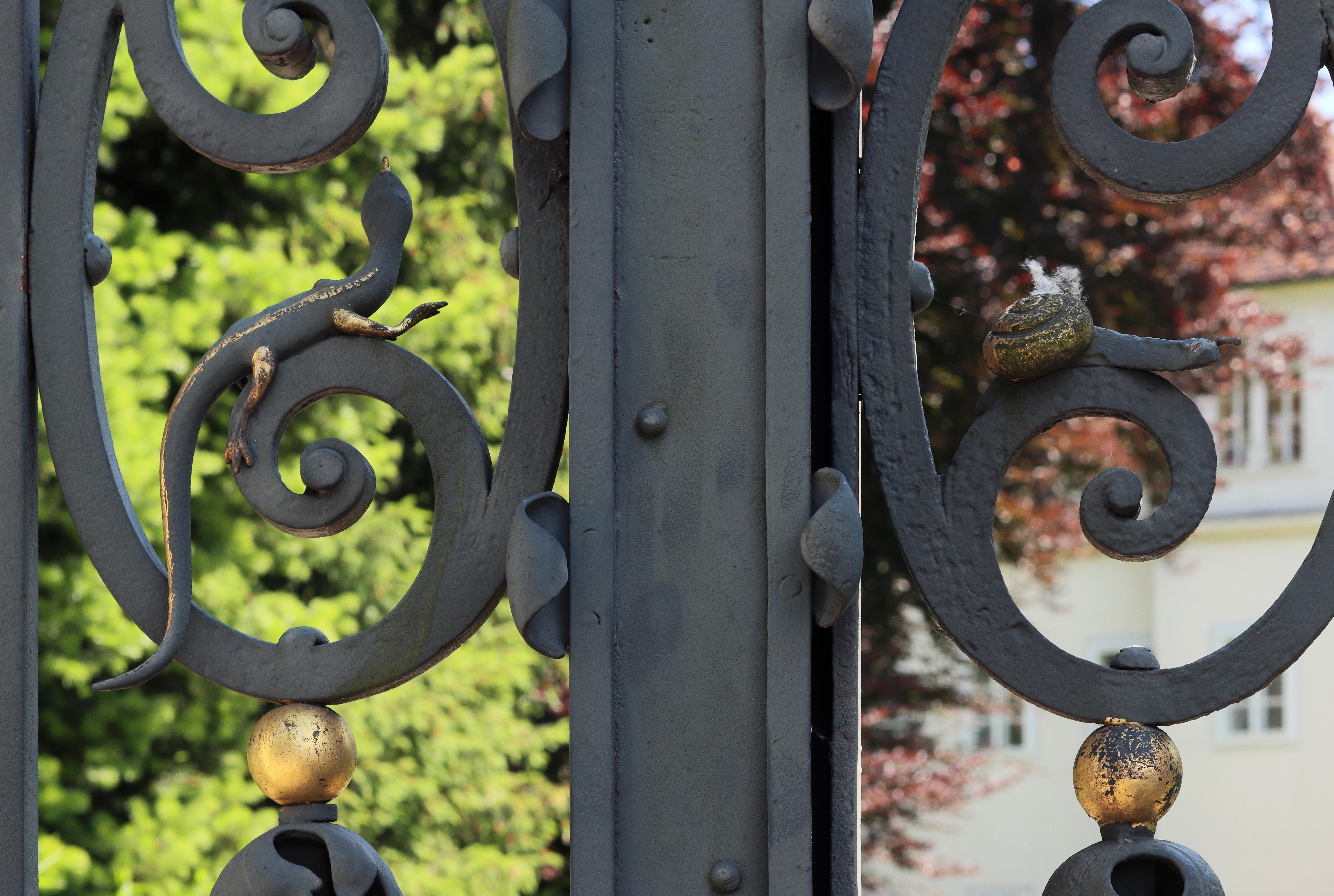
Detailansicht mit Eidechse und Schnecke
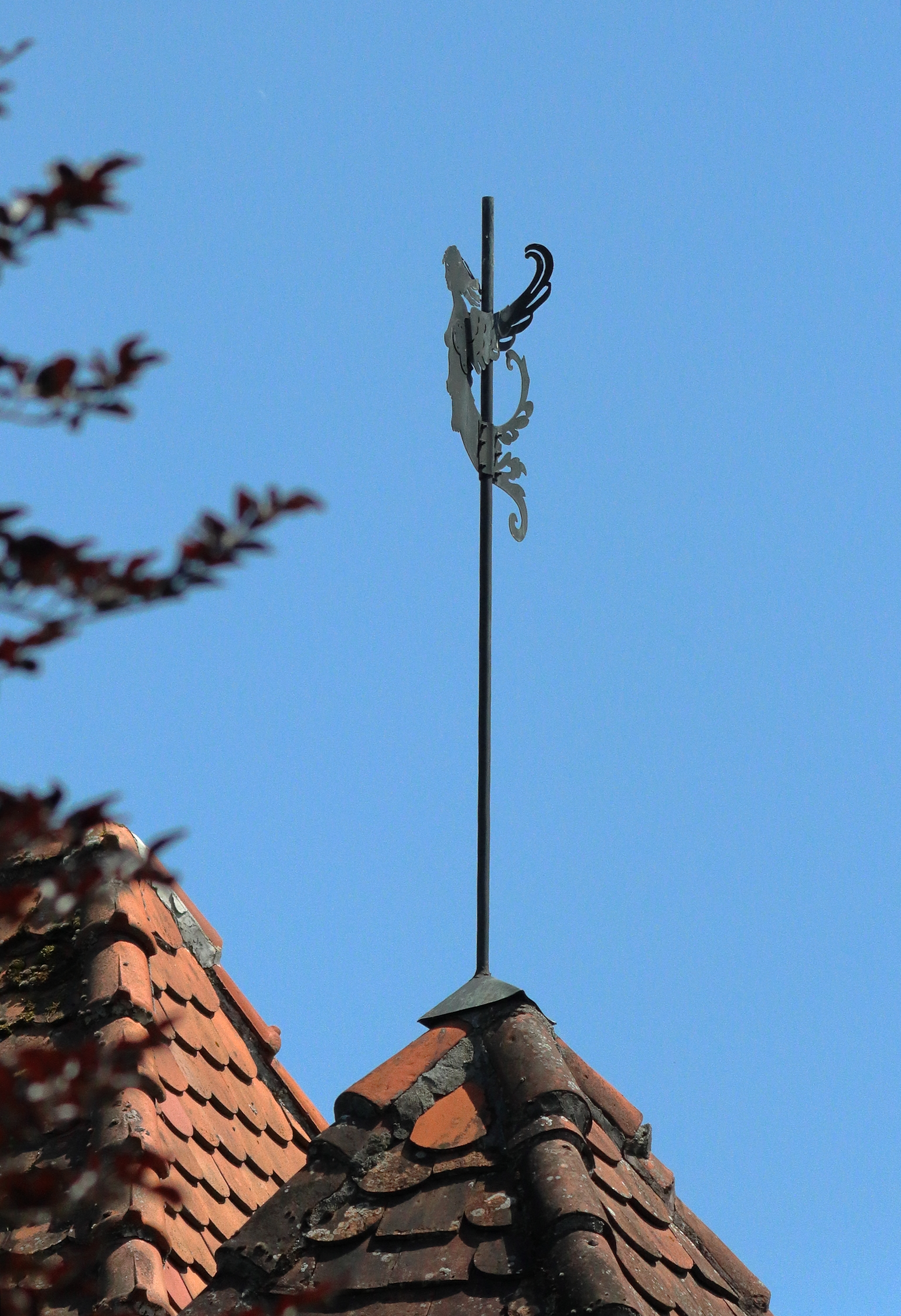
Windfahne in Engelsform auf einem der Ecktürme